# Славомир Милетић
Славомир Милетић (Бошњане, 3. април 1930 — 2022) био је српски и холандски вајар.

## Биографија
Гимназију је учио у Смедеревској Паланци и посветио се цртању и вајарству. Запажен је од професорке ликовног после успешно израђене статуе Афродите, богиње љубави из грчке митологије. Академију ликовних уметности — одсек вајарство у Београду — завршио је 1959. године у класи професора Јована Кратохвила. Школовао се на париској Академији лепих уметности (1959–1962).
Живео је и радио у холандском граду Зандаму од 1960.
У граду је 1963. извајао 4 метра високу скулптуру Радник, која је постављена близу фабрике гаса. Након негодовања незадовољних вајара из круга конкуренције, кип му је у току ноћи уништен. Будући да су сами грађани желели да се та скулптура буде враћена, то је на крају и урађено током свечаности 20. јуна 2004.
Јавности Србије је познат и по духовитом видео клипу Жив Карађорђе.
Био је ожењен Холанђанком Елизабет и има једну ћерку.

## Одабрана дела
- De Houtwerker
- De Vredesraket[6]
- Pourquoi
- De Houtbewerker
- De Stedenmaagd
- De Werker (Honig, Koog aan de Zaan)
- Stroom van Liefde
- Спомен комплекс палим борцима у Селевцу
- Споменик генералу Живку Павловићу (Смедеревска Паланка, 1988)[7]

## Галерија
- Биста сликара Вилијама Јансена (1892—1969)
- Скулптура постављена 1977.
- De Vredesraket
- Houtwerker
- Спомен комплекс палим борцима у Селевцу
- Милетић током рада